# Paula Sevilla
Paula Sevilla López de la Vieja (ur. 28 czerwca 1997 w La Solana) – hiszpańska lekkoatletka, sprinterka, młodzieżowa mistrzyni Europy i medalistka igrzysk śródziemnomorskich.

## Kariera sportowa
Odpadła w eliminacjach biegu na 200 metrów na mistrzostwach Europy juniorów w 2015 w Eskilstunie. Zajęła 6. miejsce w sztafecie 4 × 100 metrów na mistrzostwach świata juniorów w 2016 w Bydgoszczy.
Zwyciężyła w sztafecie 4 × 100 metrów na młodzieżowych mistrzostwach Europy w 2017 w Bydgoszczy (sztafeta hiszpańska biegła w składzie: Sevilla, Ane Petrirena, Lara Gómez i Cristina Lara), a w biegu na 100 metrów odpadła w eliminacjach.
Zwyciężyła w biegu na 100 metrów i zdobyła brązowy medal w sztafecie 4 × 100 metrów na mistrzostwach śródziemnomorskich U23 w 2018 w Jesolo.
Zdobyła srebrny medal w sztafecie 4 × 100 metrów i zajęła 5. miejsce w biegu na 200 metrów na igrzyskach śródziemnomorskich w 2018 w Tarragonie. Na mistrzostwach Europy w 2018 w Berlinie zajęła 8. miejsce w sztafecie 4 × 100 metrów i odpadła w eliminacjach biegu na 200 metrów. Zwyciężyła w biegu na 60 metrów na halowych mistrzostwach śródziemnomorskich U23 w 2019 w Miramas, a na halowych mistrzostwach Europy w 2019 w Glasgow odpadła w eliminacjach tej konkurencji. Zajęła 4. miejsce w biegu na 200 metrów i 6. miejsce w sztafecie 4 × 100 metrów na młodzieżowych mistrzostwach Europy w 2019 w Gävle. Odpadła w biegu na 60 metrów na halowych mistrzostwach Europy w 2021 w Toruniu.
Zdobyła mistrzostwo Hiszpanii w biegu na 100 metrów w 2019 i 2020, a w hali w biegu na 60 metrów w 2021 i w biegu na 200 metrów w latach 2017–2020 i 2022.
Jest aktualną (lipiec 2025) rekordzistką Hiszpanii w sztafecie 4 × 100 metrów z wynikiem 42,11 s (29 czerwca 2025 w Madrycie), w sztafecie 4 × 400 metrów z rezultatem 3:24,13 (11 maja 2025 w Kantonie) oraz w sztafecie mieszanej 4 × 400 metrów z czasem 3:10,48 (29 czerwca 2025 w Madrycie) i halową rekordzistką kraju w biegu na 400 metrów z wynikiem 50,99 s (8 marca 2025 w Apeldoorn) oraz w sztafecie 4 × 400 metrów z rezultatem 3:25,68 (9 marca 2025 w Apeldoorn).
Rekordy życiowe Sevilli:
- bieg na 100 metrów – 11,35 s (26 czerwca 2021, Getafe oraz 20 maja 2022, La Nucia) / 11,29w (26 kwietnia 2025, Soria)
- bieg na 200 metrów – 22,85 s (30 lipca 2023, Torrent) / 22,68w (15 czerwca 2025, Soria)
- bieg na 60 metrów (hala) – 7,29 s (21 lutego 2021, Madryt)
- bieg na 200 metrów (hala) – 23,13 s (17 lutego 2024, Ourense)